# Jakob August Estlander
Jakob August Estlander, född 24 december 1831 i Lappfjärd i Finland, död 4 mars 1881 i Messina i Italien, var en finlandssvensk kirurg och universitetslärare. Han var son till Lappfjärds kyrkoherde Jakob Jonas Estlander (född 5 november 1785 i Vasa, död 10 mars 1854 i Lappfjärd) och Maria Elisabet Rislachius (född 16 juni 1800 i Nedervetil, död 18 juli 1843 i Lappfjärd). Jakob August Estlander var bror till Carl Gustaf Estlander och farbror till Bernhard Estlander. Hans söner var Ernst och Gustaf Estlander.
Estlander blev 1848 student vid Helsingfors universitet, 1853 filosofie magister och 1856 medicine kandidat. Sedan han 1856-57 tjänstgjort vid Serafimerlasarettet i Stockholm och 1857-58 bestritt prosektorstjänsten i anatomi vid universitetet i Helsingfors, blev han 1858 medicine licentiat och 1860 professor i kirurgisk klinik vid nämnda högskola. Samma år promoverades han till medicine och kirurgie doktor. År 1875 invaldes han bland stadsfullmäktige i Helsingfors, vilkas vice ordförande han blev 1877. Samma år blev han hedersdoktor i filosofiska fakulteten i Uppsala, och 1879 upphöjdes han i finländskt adligt stånd.
Estlander företog vid olika tillfällen vidsträckta studieresor, varjämte han vid åtskilliga internationella kongresser och festliga tillfällen av kulturhistorisk betydelse representerade den finländska högskolan.
Estlander vann ett aktat namn som en skarpsinnig iakttagare och som klinisk lärare samt som kirurgisk operatör. Särskilt hans metod att ersätta substansförluster av läpparna liksom hans revbensresektion vid kroniska empyem var banbrytande. Han var därtill en varm vän av skandinavismen och av Finlands kontakter med de övriga delarna av Norden.

## Publikationer
Bland Estlanders många skrifter, vilka omfattar såväl kirurgi som oftalmologi, kan nämnas:
- Om det relativa värdet af de olika kirurgiska behandlingsmetoderna för organiska strikturer i urinröret (akademisk avhandling 1859).
- Om ”le mal perforant du pied” (i "Nordiskt medicinskt arkiv", bd II, 1870).
- Ueber Brand in den unteren Extremitäten bei exanthematischem Typhus (i "Archiv für klinische Chirurgie", bd XII, 1870).
- Några iakttagelser angående sarkomernas temperatur (i "Nordiskt medicinskt arkiv", 1877).
- Méthode d’autoplastie de la joue ou d’une lévre par un lambeau emprunté d l’autre lévre (i "Revue mensuelle de médecine et de chirurgie", 1877).
- Den antiseptiska behandlingens inverkan på dödligheten vid sårskador å hufvudet (i "Nordiskt medicinskt arkiv", 1879).
- Resektion af refben vid kroniskt empyem (ibid.).
- Kliniska bidrag till kännedomen om osteosarkomet i öfverkäken och dess behandling medelst resektion af detta ben (ibid.).

## Utmärkelser
- Sankt Annas orden, tredje klass,  1866[2]
- Sankt Stanislausorden, andra klassen,  1871[2]
- Sankt Annas orden, andra klass,  1874[2]

[Redigera Wikidata]